# Stephen Covey
Stephen Richards Covey (Salt Lake City, 24 de outubro de 1932 - Idaho Falls, 16 de julho de 2012) foi um escritor estadunidense, autor do best-seller administrativo (classificado por alguns como livro de auto-ajuda) Os Sete Hábitos das Pessoas Altamente Eficazes, publicado pela primeira vez em 1989, como também do livro (Primeiro o Mais Importante), dentre outros. Foi fundador da Covey Leadership Center em Salt Lake City, Utah, e da "Covey" de FranklinCovey Corporation, que ensina a como fazer planejamentos nas organizações. Ele vendeu mais de 25 milhões de livros em 38 idiomas.

## Biografia
Covey era filho de Stephen Glenn Covey e Irene Louise Richards Covey e nasceu em Salt Lake City, Utah, em 24 de outubro de 1932. Louise era filha de Stephen L Richards, um apóstolo e conselheiro na Primeira Presidência da A Igreja de Jesus Cristo dos Santos dos Últimos Dias (Igreja SUD). Ele era atlético quando jovem, mas sofreu uma fratura o fêmur no ensino médio, o que o obrigou a mudar seu foco para setores acadêmicos e ser membro da equipe de debate.
Covey era mestre em Administração pela Harvard e doutor pela Universidade Brigham Young. Tinha 9 filhos e 52 netos.
Ficou mundialmente conhecido com o livro Os Sete Hábitos das Pessoas Altamente Eficazes, lançado em 1989.
Covey instruiu as pessoas a como adquirir plena eficácia na vida, especialmente no contexto da vida profissional e da administração. Porém, seus livros também enfatizaram a família, a liderança pessoal ou autoliderança, a primazia do caráter sobre as técnicas, a necessidade de construirmos um alicerce de integridade para nossa vida e a importância da contribuição e do legado. Foi consultor pessoal dos ex-presidentes Bill Clinton, dos EUA, Vicente Fox, do México, do sul-coreano Kim Dae Jung e de CEOs de diversas empresas norte-americanas e do mundo.
Em 2004, lançou O Oitavo Hábito: da Eficácia à Grandeza, continuação do best-seller lançado 28 anos antes.

## Morte
Covey faleceu em 16 de julho de 2012, em decorrência de uma hemorragia cerebral que sofreu em abril, após um acidente de bicicleta, nas colinas de Provo, no estado de Utah.

## Obras
- Spiritual Roots of Human Relations (1970) (ISBN 0-87579-705-9)
- How to Succeed with People (1971) ISBN 0875796818
- The Divine Center (1982) (ISBN 1-59038-404-0)
- The 7 Habits of Highly Effective People (1989, 2004) (ISBN 0-671-70863-5) no Brasil: Os 7 Hábitos das Pessoas Muito Eficientes (BestSeller, 1989) ou  Os 7 Hábitos das Pessoas Altamente Eficazes (BestSeller, 2000) em Portugal: Os 7 Hábitos das Pessoas Altamente Eficazes (Albatroz, 2024)
- Principle Centered Leadership (1989) (ISBN 0-671-79280-6) no Brasil: Liderança Baseada em Princípios (Elsevier, 2002)
- First Things First (1994), com Roger e Rebecca Merrill (ISBN 0-684-80203-1) no Brasil: Primeiro o mais Importante (Sextante, 2017)
- The 7 Habits of Highly Effective Families : building a beautiful family culture in a turbulent world (1997) (ISBN 0-307-44008-7) no Brasil: Os 7 Hábitos das Famílias Altamente Eficazes (BestSeller, 2011)
- Quest: The Spiritual Path to Success (Editor) (1997) com Thomas Moore, Mark Victor Hansen, David Whyte, Bernie Siegel, Gabrielle Roth e Marianne Williamson. Simon & Schuster AudioBook ISBN 978-0-671-57484-0
- Living the 7 Habits (2000) (ISBN 0-684-85716-2) no Brasil: Vivendo os 7 Hábitos (BestSeller, 2000)
- 6 Events: The Restoration Model for Solving Life's Problems (2004) (ISBN 1-57345-187-8)
- The 8th Habit: From Effectiveness to Greatness (2004) (ISBN 0-684-84665-9) em Portugal: O 8º Hábito - Da Eficácia à Grandeza (Dinalivro, 2005)
- The Speed of Trust: The One Thing That Changes Everything (2006), Stephen M. R. Covey com Rebecca Merrill
- The Leader in Me: How Schools and Parents Around the World Are Inspiring Greatness, One Child At a Time (2008) (ISBN 1-43910-326-7)
- The 7 Habits of Highly Effective Network Marketing Professionals (2009) (ISBN 978-1-933057-78-1)
- The 3rd Alternative: Solving Life's Most Difficult Problems (2011) (ISBN 978-1451626261) em Portugal: A Terceira Alternativa (Gestão Plus, 2012)
- The Wisdom and Teachings of Stephen R. Covey (2012) (ISBN 978-1476725116) no Brasil: A sabedoria de Stephen R. Covey (BestSeller, 2013)
- 7 Habits of Highly Effective Marriages(com Sandra Covey, John Covey e Jane Covey) (audiobook, 2012) no Brasil: Os 7 Hábitos dos Casamentos Altamente Eficazes (BestSeller, 2022) em Portugal: Os 7 Hábitos dos Casais Altamente Felizes (Albatroz, 2022)
- The Leader in Me: How Schools Around the World Are Inspiring Greatness, One Child at a Time (Segunda edição) (2014) (ISBN 978-1476772189)
- A Time Conscious Life: Inspirational Philosophy from Dr. Covey’s Life (2016) no Brasil: Uma vida Consciente do Tempo (BestSeller, 2016)
- An Effective Life: Inspirational Philosophy from Dr. Covey’s Life (2016) (ISBN 978-1633532700) no Brasil: Hábitos Para uma Vida Eficaz (BestSeller, 2016)
- Live Life in Crescendo: Your Most Important Work Is Always Ahead of You (com Cynthia Covey Haller) (2022) (ISBN 978-1982195472) em Portugal: Viver a Vida em Crescendo: A Sua Obra Mais Importante Está Sempre no Futuro (Gradiva, 2022)